# Phanerochila boliviensis
Phanerochila boliviensis is een keversoort uit de familie klopkevers (Anobiidae). De wetenschappelijke naam van de soort is voor het eerst geldig gepubliceerd in 1896 door Fleutiaux.